# Брацлавка
Брацла́вка (рос. Брацлавка) — село у складі Адамовського району Оренбурзької області, Росія.

## Історія
Село засноване 1907 року переселенцями із села Бортники Брацлавського повіту Подільської губернії. За назвою колишнього місця проживання переселенців село й отримало назву. У період колективізації організовано колгосп «Червоний Партизан». У 1951 року створюється машинно-твірницька станція, у 1954 році перетворена на машинно-тракторну. Того ж 1954 року колгосп перетворений на радгосп «Брацлавський».

## Населення
Населення — 947 осіб (2010; 1085 у 2002).
Національний склад (станом на 2002 рік):
- росіяни — 50 %
- українці — 26 %